# أسرار العسيري
أسرار العسيري إعلامية ومذيعة سعودية، عملت مذيعة في راديو في برنامج مذيع العرب، ثم مذيعة في برنامج سيدتي في قناة روتانا خليجية.

## المسيرة المهنية
بدأت أسرار العسيري في المجال الإعلامي عندما انضمت مراسلة لبرنامج سيدتي في قناة روتانا خليجية لعدة أشهر، ومن ثم مراسلة للإذاعة السعودية؛ كما عملت تجارب أداء ومن ثم العمل في إذاعة Mex FM متدربة لأكثر من 6 أشهر، وبعدها انتقلت إلى لبنان لتصوير برنامج مذيع العرب، ثم بعدها أصبحت مذيعة في قناة روتانا خليجية، ومقدمة لبرنامج سيدتي.